# Brachychira bernardii
Brachychira bernardii är en fjärilsart som beskrevs av Sergius G. Kiriakoff 1966. Brachychira bernardii ingår i släktet Brachychira och familjen tandspinnare. Inga underarter finns listade i Catalogue of Life.